# Kiribati a 2010. évi nyári ifjúsági olimpiai játékokon
Kiribati a Szingapúrban megrendezett 2010. évi nyári ifjúsági olimpiai játékok egyik részt vevő nemzete volt. Sportolói 3 sportágban vettek részt: atlétika,  súlyemelés és taekwondo.

## Atlétika
Fiú
| Nooa Takooa | 100 m | DNS | - qE | DNS | - |

Lány
| Tio Etita | 100 m | 14.59 | 34. qE | 14.43 | 32. |

## Súlyemelés
Fiú
| Versenyző         | Versenyszám | Szakítás | Lökés | Összesen | Helyezés |
| ----------------- | ----------- | -------- | ----- | -------- | -------- |
| Kabuati Silas Bob | 77 kg       | 100      | 130   | 230      | 7.       |

## Taekwondo
Lány
| Versenyző     | Versenyszám | Nyolcaddöntő                 | Negyeddöntő                       | Elődöntő          | Döntő             | Helyezés |
| Versenyző     | Versenyszám | Ellenfél Eredmény            | Ellenfél Eredmény                 | Ellenfél Eredmény | Ellenfél Eredmény | Helyezés |
| ------------- | ----------- | ---------------------------- | --------------------------------- | ----------------- | ----------------- | -------- |
| Kaburee Ioane | 55 kg       | Michele Dorkenoo (TOG) · RSC | Shafinas Abdul Rahman (SIN) · RSC | kiesett           | kiesett           | kiesett  |

## Fordítás
Ez a szócikk részben vagy egészben  a   Kiribati at the 2010 Summer Youth Olympics című angol Wikipédia-szócikk fordításán alapul.  Az eredeti cikk szerkesztőit annak laptörténete sorolja fel. Ez a jelzés csupán a megfogalmazás eredetét és a szerzői jogokat jelzi, nem szolgál a cikkben szereplő információk forrásmegjelöléseként.